# Kozodrza
Kozodrza est une localité polonaise de la gmina d'Ostrów, située dans le powiat de Ropczyce-Sędziszów en voïvodie des Basses-Carpates.